# Sciame di dicchi Mistassini

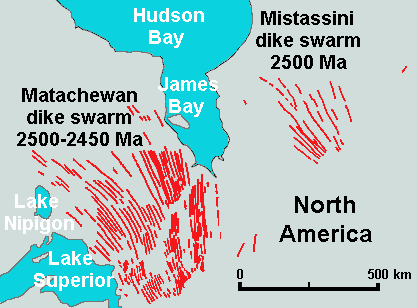
Mappa dello sciame di dicchi Matachewan e dello sciame di dicchi Mistassini, nel settore orientale del Canada.

Lo sciame di dicchi Mistassini è un vasto sciame di dicchi risalente al Paleoproterozoico, situato nella provincia del Québec occidentale, in Canada. 
Lo sciame ha un'età di circa 2.500 milioni di anni, ed è costituito da dicchi femici intrusi in rocce appartenenti al Cratone Superiore dello Scudo canadese.
Lo sciame Mistassini si estende su una superficie di circa 100.000 km² ed è pertanto classificabile come una grande provincia ignea.